# Wełykyj Kobelaczok (rzeka)
Wełykyj Kobelaczok (ukr. Великий Кобелячок) – rzeka w środkowej Ukrainie, w obwodzie połtawskim, w rejonie nowosanżarskim. 
Źródło znajduje się na północ od miejscowości Suprotywna Bałka. Płynie głównie w kierunku południowym i południowo-wschodnim, rzadziej na południowy zachód. Płynie wzdłuż głębokiej doliny, niekiedy mijając strome zbocza. W górnym biegu płynie prosto, w pobliżu ujścia kręto, meandrując. Obszar zalewowy rzeki często jest bagienny. W pobliżu wsi Markiwka wybudowano staw. Uchodzi do Worskli jako jej prawobrzeżny dopływ. Rzeka ma 29 km długości oraz powierzchnię dorzecza o wielkości 587 km².
Do Welikijego Kobeljaczoka uchodzą:
- prawy dopływ – Wowcza
- lewy dopływ – Małyj Kobelaczok

Wełykyj Kobelaczok przepływa przez: Kobelaky i Wełykyj Kobelaczok